# Pařez

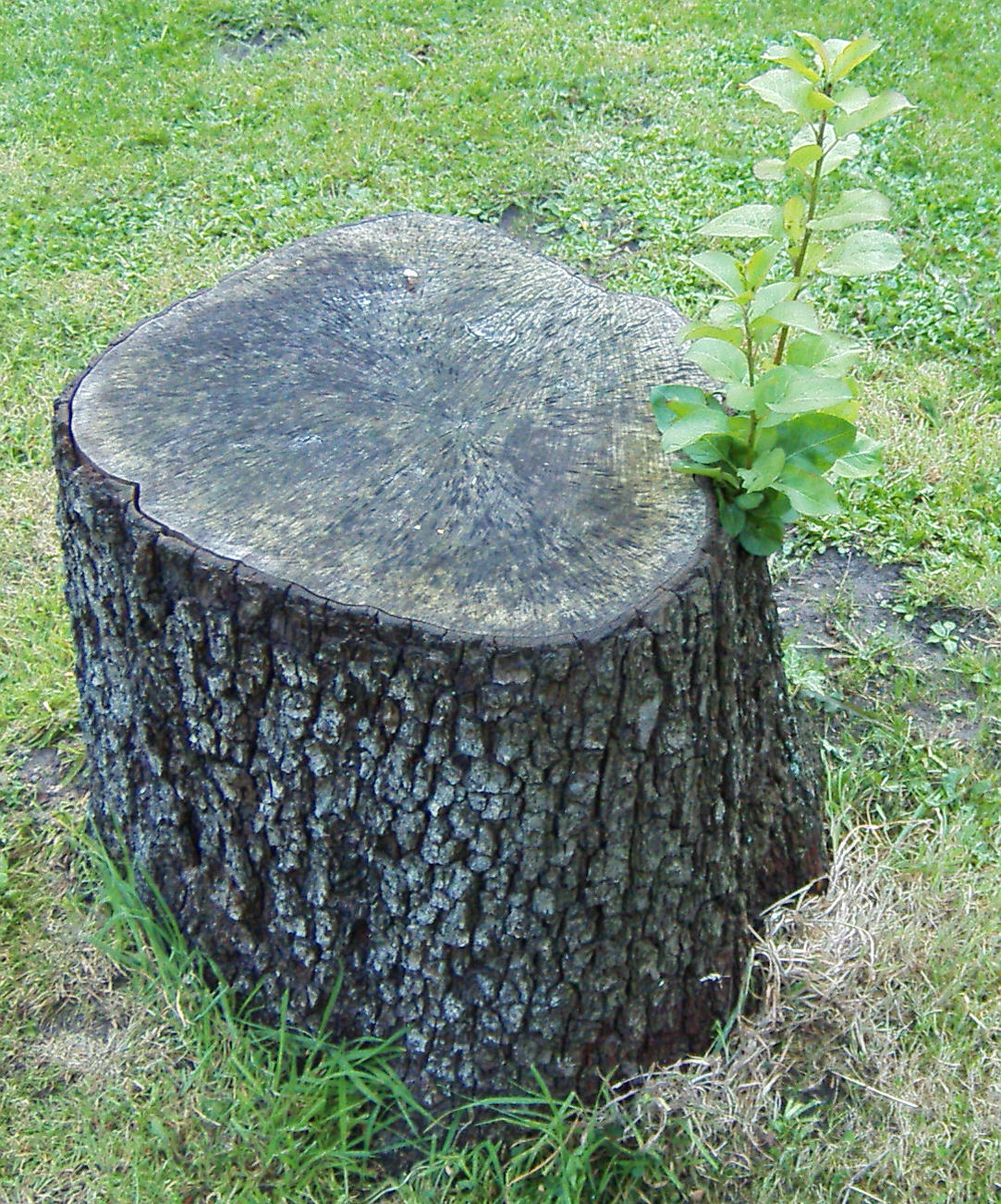
Stále živý pařez

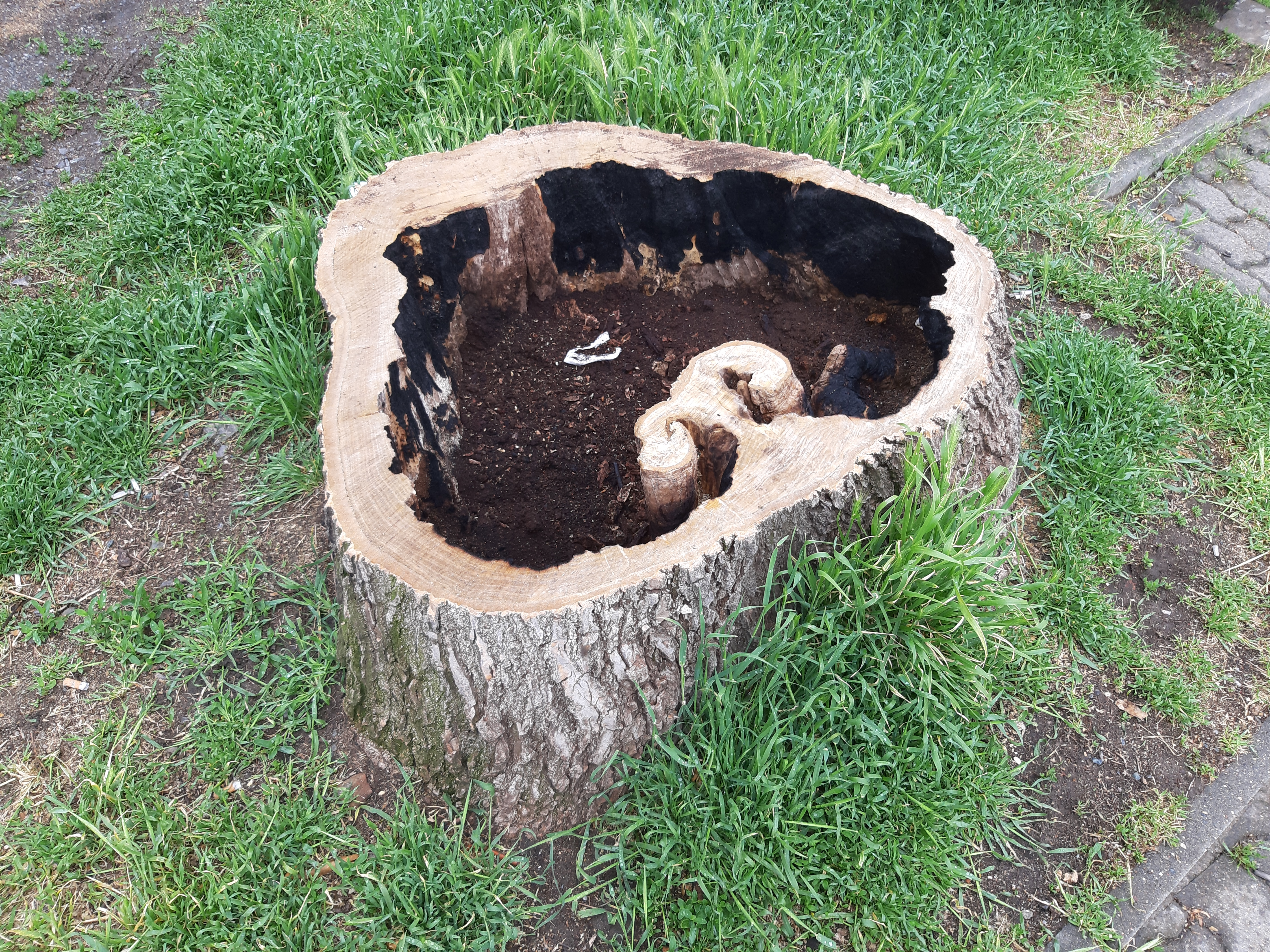
Vykotlaný pařez

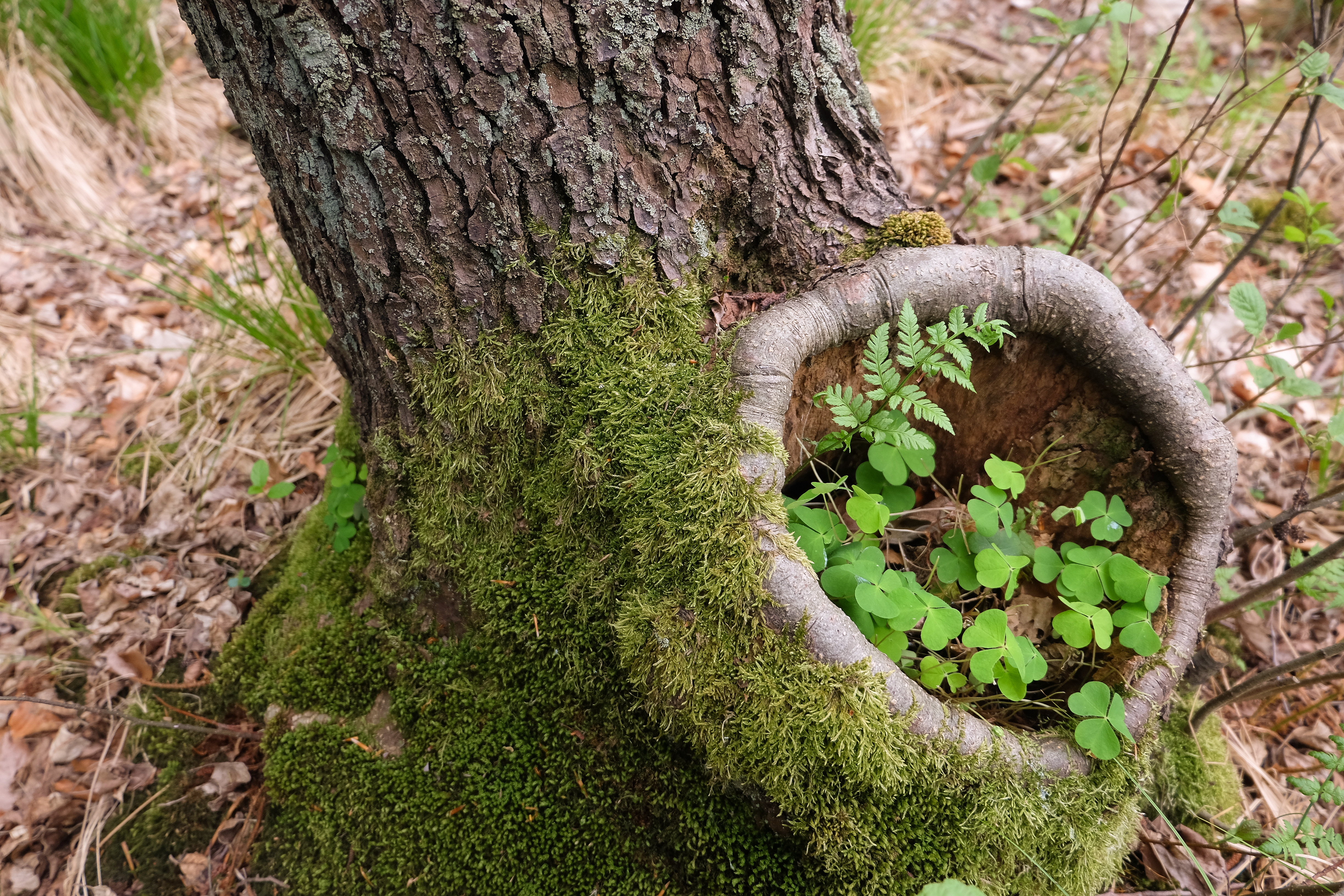

Pařez je zbylá část kmene stromu, která zůstává po pokácení stromu zakořeněna v zemi. Na pařezu je možné pozorovat (soustředné) kruhy, tzv. letokruhy, dle kterých lze určit stáří stromu či pomocí pokročilejších metod dendrochronologie i další parametry.

## Dobývání pařezů
Odstranění pařezu je fyzicky náročná práce, zejména pokud se pařez nachází na místě nedostupném pro těžkou mechanizaci, kdy je potřeba jej za pomoci ručního nářadí (krumpáč, sekera, klín, pajsr aj.) obsekat a uvolnit od zbytků kořenů. Následně je pařez vytržen pomocí silného lanového nebo řetězového zvedáku (hupcuk) uvázaného např. k dalšímu silnému stromu. U pařezu vyskytujícího se naopak na volně dostupném místě je možné zvolit např. metodu odbagrování či odfrézování.

## Pařez v umění
- Dobyvatelé a pařezy – sbírka básní[3]
- Hořící pařez – sbírka básní inspirovaná tiskovými zprávami brněnské policie[4]
- Pohádky z pařezové chaloupky[5]
- Za černým pařezem – román[6]